# مسلم بن كثير الأزدي
مسلم بن كثير الأزدي الكوفي المعروف بـالأعرج وسليمان، تابعي، ومن أصحاب الحسين بن علي الذي استُشهد في معركة كربلاء.

## السيرة
وكان مسلم أيضًا من أصحاب علي بن أبي طالب. رافق عليًا في معارك مختلفة، منها معركة الجمل، حيث جَرح عمرو بن ضبة التميمي قدمه فأُصيب بالشلل الجزئي، ولُقب بالأعرج.

## في معركة كربلاء
وكان مسلم ممن كتبوا رسالة إلى الحسين بن علي ودعوه إلى الكوفة. وفي الكوفة ساعَدَ مسلم بن عقيل، وبعد أن بقي مسلم وحده خرج من الكوفة والتحق بالحسين قرب كربلاء وقُتل في الهجوم الأول لجيش عمر بن سعد.
وقد ورد اسمه في الزيارة الرجبية للحسين باسم سليمان: "السلام على سليمان بن كثير".